# Joan FitzAlan
Joan FitzAlan,
condesa de Hereford, condesa de Essex y condesa de Northampton (1347-7 de abril de 1419), fue la esposa del VII conde de Hereford, VI de Essex y II de Northampton. Fue la madre de Mary de Bohun, la primera esposa de Enrique de Bolingbroke (que reinaría como Enrique IV), y de Eleanor de Bohun, duquesa de Gloucester. Fue la abuela materna del rey Enrique V.
En 1400, dio la orden de decapitar al conde de Huntingdon como venganza por el papel que desempeñó éste en la ejecución de su hermano, el XI conde de Arundel.
Las propiedades que conformaban la gran dote de Joan la convirtieron en una de los principales terratenientes de Essex, donde era titular del señorío, ejercía de mediadora y fideicomisaria (inglés: feoffee) en las transacciones de bienes.

## Familia

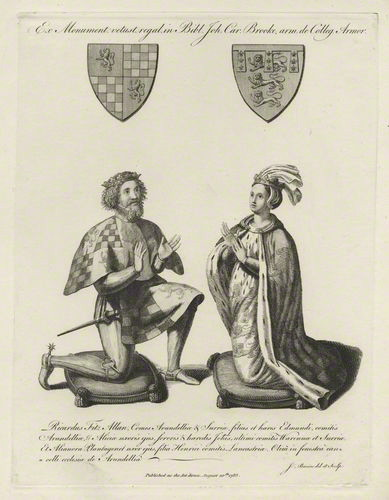
Richard FitzAlan, X conde de Arundel, y Leonor de Lancaster, padres de lady Joan FitzAlan

Joan FitzAlan nació en 1347 en el castillo de Arundel (Sussex). Fue una de los hijos de Richard FitzAlan, X conde de Arundel, y de su segunda esposa, Leonor de Lancaster. Sus abuelos paternos fueron Edmund FitzAlan, IX conde de Arundel, y Alice de Warenne; y sus abuelos maternos fueron Enrique de Lancaster y Maud Chaworth.

### Hermanos y hermanas
- Richard FitzAlan, XI conde de Arundel (1346 – 21 de septiembre de 1397, Tower Hill, Cheapside, Londres). Se casó en primer lugar con Elizabeth de Bohun (hermana de Humphrey de Bohun), de la que tuvo siete hijos; y en segundo lugar con Philippa Mortimer. Murió decapitado acusado de alta traición contra el rey Ricardo II de Inglaterra.
- John FitzAlan, I barón de Arundel y I barón de Maltravers (1351 – 16 de diciembre de 1379), que se casó con Eleanor Maltravers, de la que tuvo descendencia. Murió ahogado en el mar de Irlanda, después de que naufragara tras derrotar a los franceses cerca de la costa de Cornualles.
- Alice FitzAlan (1350 – 17 de marzo de 1416), que se casó con Thomas Holland, II conde de Kent, del que tuvo hijos.
- Thomas Arundel, arzobispo de Canterbury (1352 – 19 de febrero de 1414).
- Mary FitzAlan (m. 29 de agosto de 1396). Se casó con John Le Strange, IV barón Strange de Blackmere, del que tuvo hijos, entre ellos Ankaret Le Strange, que contrajo nupcias con Richard Talbot, IV barón Talbot. Ankaret y Richard fueron los padres de John Talbot, I conde de Shrewbury. Sin embargo, es posible que Mary solo fuera hermanastra, y que su madre fuera Isabel le Despenser.
- Eleanor FitzAlan (1356 – antes de 1366).

Joan tuvo un hermanastro del primer matrimonio de su padre con Isabel le Despenser:
- Edmund de Arundel (1327 – después de 1377). Fue declarado bastardo tras la anulación del matrimonio de sus padres en diciembre de 1344. En 1347, contrajo nupcias con Sybil de Montacute (hija de William de Montacute, I conde de Salisbury), de la que tuvo tres hijas.

Joan tuvo dos hermanos de madre del primer matrimonio de esta con John de Beaumont, II lord Beaumont (m. 14 de abril de 1342):
- Henry de Beaumont, III lord Beaumont (4 de abril de 1340 – 17 de junio de 1369). En calidad de primer marido, se casó con Margaret de Vere (m. 15 de junio de 1398), de la que tuvo hijos.
- Matilda de Beaumont (m. julio de 1367), que se casó con Hugh de Courtney.

## Matrimonio y descendencia
En alguna fecha posterior al 9 de septiembre de 1359, Joan contrajo nupcias con Humphrey de Bohun, uno de los nobles más poderosos del reino. Entre los títulos de su marido estaban los de VII conde de Hereford, VI conde de Essex y II conde de Northampton, aparte de ser el condestable hereditario de Inglaterra. Humphrey era el hijo de William de Bohun, I conde de Northampton, y de Elizabeth de Badlesmere. El enlace unió a dos de las familias nobles más destacadas de Inglaterra, y supuso una alianza que se vio aún más consolidada por el matrimonio de Richard (hermano mayor de Joan) con Elizabeth (hermana de Humphrey).
Humphrey y Joan tuvieron dos hijas, que dividieron las extensas propiedades de su padre entre ellas al morir éste:
- Eleanor de Bohun (h. 1366 – 3 de octubre de 1399), coheredera de su padre. En 1376, se casó con Thomas de Woodstock, I duque de Gloucester, el hijo más joven del rey Eduardo III de Inglaterra y Felipa de Henao. De esta unión nacieron cinco hijos, entre ellos Ana de Gloucester. Eleanor murió en la abadía de Barking tras haber tomado los hábitos.
- Mary de Bohun (1369/1370 – 1394), coheredera de su padre. El 27 de julio de 1380, se casó con Enrique de Bolingbroke, que posteriormente sería coronado como Enrique IV. Mary falleció antes de que Enrique subiera al trono. El matrimonio produjo seis hijos, entre ellos el rey Enrique V de Inglaterra.

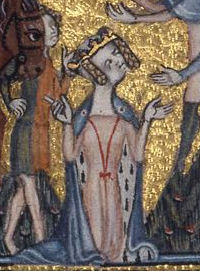
Salterio en el que se celebra la unión entre Mary de Bohun, hija de Joan FitzAlan, y Enrique de Bolingbroke el 27 de julio de 1380

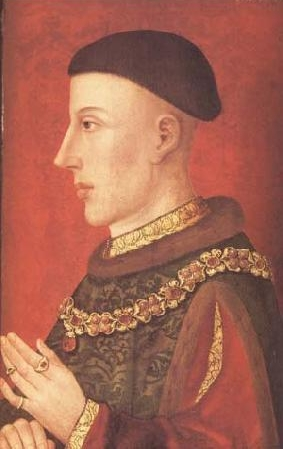
El rey Enrique V de Inglaterra, nieto de Joan FitzAlan y Humphrey de Bohun, VII conde de Hereford

## Viudez
Joan enviudó en enero de 1373, a los 25 o 26 años de edad, pero decidió que no volvería a casarse. Sus dos hijas quedaron bajo la tutela de Eduardo III. Poco después de morir su marido, Joan recibió de parte del rey Eduardo el señorío de Langham, que conservó hasta la muerte, entre el resto de señoríos que poseía. Las numerosas propiedades que componían la gran dote de Joan le permitieron ser una de los principales terratenientes de Essex, lo que la situó en el centro de una poderosa estructura de la aristocracia rural, que ejercían de consejeros y funcionarios; por su parte, Joan hacía las veces de «mediadora, fideicomisaria (feoffee) en las transacciones de bienes e intermediaria con el gobierno real».
Durante la revuelta de los campesinos de 1381, los rebeldes saquearon algunas de las propiedades de Joan. Este hecho no la disuadió de ampliar e industrializar sus tierras en cuanto el alzamiento quedó sofocado, ya que había hecho grandes esfuerzos por promover el teñido y el batanado de tejidos de lana en algunas de sus propiedades, como Saffron Walden.
En el Public Record Office de Londres, se conserva un documento, escrito en latín, en el que consta el pago que Juan de Gante le hizo a Joan para la manutención de su hija Mary a partir del casamiento de ésta y hasta que cumpliera la mayoría de edad en 1384.
En calidad de miembro de la guilda religiosa de St. Helen de Colchester, Joan fundó varias capillas, y también fue protectora de la abadía de Walden, ya que donó dinero para reliquias, vasijas, vestiduras y la construcción de nuevos edificios. En los State Rolls se la describe como una «gran benefactora» de los monasterios de Essex.

## Ejecución de John Holland (I duque de Exeter)
En 1397, el hermano de Joan, el XI conde de Arundel y Lord Appellant, fue ejecutado en Tower Hill por posicionarse contra el rey Ricardo II de Inglaterra. El hermanastro del monarca, John Holland, I duque de Exeter y conde de Huntingdon, lo acompañó al cadalso en calidad de representante del rey. En 1400, menos de tres años después, cuando Holland se unió a una conspiración para asesinar al nuevo rey (Enrique IV, el ex yerno de Joan) y fue capturado cerca del castillo de Pleshy (Essex), la principal residencia de Joan, se lo entregaron a ella para que lo castigara. Poseedora de un «carácter severo», según se describe, no tuvo piedad con él, y mandó inmediatamente que lo decapitaran, tras haber convocado a los hijos de su difunto hermano para que presenciaran la ejecución. Después de la decapitación, que se llevó a cabo sin un juicio, ordenó que la cabeza cortada de Holland fuera izada en la punta de una pica, que colocaron sobre las almenas del castillo de Pleshy.
Enrique IV recompensó a Joan por sus servicios en favor de la Corona, y le otorgó la tenencia de tierras y bienes confiscados. Cuando Enrique murió en 1413, el nieto de Joan, Enrique V, siguió el ejemplo de su padre; por lo que, hasta la muerte de Joan en 1419, una gran cantidad de propiedades confiscadas habían quedado bajo su control.

## Fallecimiento
Joan FitzAlan murió el 7 de abril de 1419 y fue sepultada junto a su marido en la abadía de Walden, a la que habían realizado donaciones con anterioridad.

## En la ficción
Joan figura como personaje en el último libro de Georgette Heyer, My Lord John, que está ambientado en el reinado de Enrique IV.